# Some Day Soon
Some Day Soon – debiutancki album Kristian Leontiou.

## Lista utworów
1. „Story Of My Life”
2. „Shining”
3. „The Years Move On”
4. „Fast Car” ‡
5. „Love Is All I Need”
6. „It's OK”
7. „The Crying”
8. „Some Say”
9. „Caught In The Moment”
10. „Hanging”
11. „Fall And I Will Catch You”
12. „Sometimes I Wonder (Acoustic Version)”

‡ Ten utwór pojawił się na wtórnym wydaniu płyty.